# Saint-Loup-Lamairé
Saint-Loup-Lamairé är en kommun i departementet Deux-Sèvres i regionen Nouvelle-Aquitaine i västra Frankrike. Kommunen ligger i kantonen Saint-Loup-Lamairé som tillhör arrondissementet Parthenay. År 2022 hade Saint-Loup-Lamairé 1 038 invånare.

## Befolkningsutveckling
Antalet invånare i kommunen Saint-Loup-Lamairé
| Referens: INSEE |